# Fraueneishockey-Bundesliga 2005/06
Die Fraueneishockey-Bundesliga-Saison 2005/06 war in Deutschland die 18. Bundesliga-Spielzeit der Frauen. Die Ligadurchführung erfolgte durch den Deutschen Eishockey-Bund.

## Modus
In der Vorrunde wurde in jeder der beiden Gruppen Nord und Süd in einer Einfachrunde jeder gegen jeden nach dem 2-Punkte-System ausgespielt.
Anschließend nahmen die Teilnehmer auf Platz 1 bis 3 der beiden Gruppen an der Zwischenrunde teil, in die die Ergebnisse der Spiele gegeneinander übernommen wurden. 
Nach Abschluss der Zwischenrunde nahmen die Teilnehmer auf Platz 1 mit 4 am Finalturnier um die Deutsche Meisterschaft teil.
Die Teilnehmer auf den weiteren Plätzen nach der Vorrunde spielten die Pokalrunde Süd bzw. Nord aus.
Die Sieger der Pokalrunden bestritten anschließend die Spiele um den DEB-Pokal der Frauen 2006, während die Letztplatzierten die sportlichen Absteiger in die entsprechende Liga des Landesverbands sein sollten. Nachdem in der Vorrunde Nord die Sollstärke nicht erreicht wurde, wurde in der Pokalrunde Nord kein sportlicher Absteiger ermittelt.

## Teilnehmer
| Gruppe Nord                 | Gruppe Süd              |
| --------------------------- | ----------------------- |
| EC Bergkamener Bären        | SC Riessersee           |
| Grefrather EC Lady Panthers | ESC Planegg/Würmtal     |
| OSC Berlin-Schöneberg Deers | TV Kornwestheim Kodiaks |
| WSV Braunlage Eishexen      | Kurpfalz Ladies         |
| Hamburger SV                | DEC Tigers Königsbrunn  |
| Mannheimer ERC Wild Cats    | ECDC Memmingen          |
|                             | ERSC Ottobrunn Twisters |

- Die MERC Wild Cats hatten in der Saison 05/06 den Spielbetrieb aufgegeben. Nachdem vier Spielerinnen ihre Verträge kündigten, musste der Mannheimer ERC seine Damenmannschaft mit sofortiger Wirkung aus dem Spielbetrieb der Damen-Bundesliga Nord zurückziehen, da keine spielfähige Mannschaft mehr existierte. Der MERC wurde somit aus der Tabelle und aus der Wertung genommen.

## Vorrunde
Die Teilnehmer auf Platz 1 bis 3 nahmen an der Zwischenrunde teil, wobei die Ergebnisse gegeneinander mit übernommen wurden.
Die weiteren Teilnehmer nahmen an der Pokalrunde ihrer Gruppe teil.
| Pl. |                | Sp            | S             | U             | N             | Tore          | Punkte        |
| 1.  | OSC Berlin     | 8             | 8             | 0             | 0             | 37:8          | 16:0          |
| 2.  | Grefrather EC  | 8             | 5             | 0             | 3             | 23:14         | 10:6          |
| 3.  | Hamburger SV   | 8             | 4             | 0             | 4             | 21:20         | 8:8           |
| 4.  | EC Bergkamen   | 8             | 3             | 0             | 5             | 28:31         | 6:10          |
| 5.  | WSV Braunlage  | 8             | 0             | 0             | 8             | 10:46         | 0:16          |
| 6.  | Mannheimer ERC | zurückgezogen | zurückgezogen | zurückgezogen | zurückgezogen | zurückgezogen | zurückgezogen |

| Pl. |                       | Sp | S  | U | N  | Tore  | Punkte |
| 1.  | SC Riessersee         | 12 | 11 | 0 | 1  | 76:12 | 22:2   |
| 2.  | ESC Planegg           | 12 | 10 | 0 | 2  | 64:12 | 20:4   |
| 3.  | TV Kornwestheim       | 12 | 9  | 0 | 3  | 52:27 | 18:6   |
| 4.  | ECDC Memmingen        | 12 | 5  | 0 | 7  | 33:24 | 10:14  |
| 5.  | ERSC Ottobrunn        | 12 | 3  | 0 | 9  | 19:48 | 6:18   |
| 6.  | DEC Königsbrunn       | 12 | 3  | 0 | 9  | 15:64 | 6:18   |
| 7.  | EKU Käfertal Mannheim | 12 | 1  | 0 | 11 | 17:89 | 2:22   |

 Teilnahme an der Finalrunde der Meisterschaft;  Teilnahme an der Pokalrunde
In der Pokalrunde der Gruppen Nord und Süd kam der EKU Käfertal Mannheim trotz zweier Siege auf den vierten und letzten Platz und war dadurch sportlicher Absteiger. Jedoch stieg die Mannschaft nicht ab, da es nicht genügend Meldungen anderer Mannschaften für die Liga gab.

## Zwischenrunde
| Platz | Name                | Spiele | Siege | Unent. | Niederl. | Tore  | Punkte |
| ----- | ------------------- | ------ | ----- | ------ | -------- | ----- | ------ |
| 1.    | SC Riessersee       | 10     | 8     | 0      | 2        | 38:21 | 16:4   |
| 2.    | OSC Berlin          | 10     | 8     | 0      | 2        | 30:17 | 16:4   |
| 3.    | TV Kornwestheim     | 10     | 6     | 0      | 4        | 26:30 | 12:8   |
| 4.    | ESC Planegg/Würmtal | 10     | 4     | 1      | 5        | 23:20 | 9:10   |
| 5.    | Hamburger SV        | 10     | 2     | 1      | 7        | 21:32 | 5:14   |
| 6.    | Grefrather EC       | 10     | 1     | 0      | 9        | 9:27  | 2:18   |

## Finalturnier
Das Meisterschaftsfinale wurde in Turnierform in der über 4.000 Zuschauer fassenden Eissporthalle Unna ausgetragen. Im Halbfinale spielten der Erstplatzierte nach der Zwischenrunde gegen Platz 4 und Platz 2 gegen Platz 3 in einem Spiel die Teilnehmer am Finale bzw. am kleinen Finale aus.

### Halbfinale
| 1. April 2006 14:30 Uhr | SC Riessersee F. Wessely (10:02) F. Wessely (28:44) M. Herrmann (34:52) | 3:5 (1:2, 2:2, 0:1) Spielbericht | ESC Planegg/Würmtal C. Berndaner (9:2) J. Hammerl (16:37) J. Hammerl (32:03) S. Rumswinkel (38:19) S. Rumswinkel (54:22) | Eissporthalle, Unna Zuschauer: 400 |

| 1. April 2006 17:30 Uhr | OSC Berlin N. Holmes (6:45) N. Holmes (7:33) A. Scheytt (13:59) N. Kamenik (26:08) N. Holmes (32:01) S. Götz (38:19) | 6:3 (3:1, 3:1, 0:1) Spielbericht | TV Kornwestheim Kodiaks S. Frühwirt (13:48) C. Spuhler (32:59) S. Westrich (46:45) | Eissporthalle, Unna Zuschauer: 200 |

### Spiel um Platz 3
| 2. April 2006 12:00 Uhr | SC Riessersee M. Bittner (3:49) C. Fellner (40:22) | 2:4 (1:2, 0:0, 1:2) Spielbericht | TV Kornwestheim Kodiaks S. Westrich (3:12) S. Westrich (7:49) C. Spuhler (48:47) S. Westrich (51:45, PS) | Eissporthalle, Unna Zuschauer: 300 |

### Finale
| 2. April 2006 15:00 Uhr | OSC Berlin N. Holmes (7:07) N. Holmes (29:24) S. Götz (33:55) | 3:1 (1:0, 2:1, 0:0) Spielbericht | ESC Planegg/Würmtal S. Kratzer (37:17) | Eissporthalle, Unna Zuschauer: 400 |

## Kader des Deutschen Meisters
| Deutscher Meister OSC Berlin | Torhüter: Franziska Hampel, Kirsten Schönwetter, Stephanie Wartosch-Kürten Verteidiger: Yvonne Fleck, Susann Gaebel, Jennifer Gärtner, Miriam Kresse, Jennifer Schöne, Sophie Schulze Angreifer: Jenny Friede, Kathrin Fring, Gioia Fritz, Susann Götz, Claudia Grundmann, Anja Herzog, Nikola Holmes, Nina Kamenik, Judith Müller, Sabrina Rörig-Naesiger, Anja Scheytt, Susanne Schulz, Carolin Szyska, Madeleine Tetzner Trainerin: Michaela Hildebrandt | Die OSC Eisladies auf dem Balkon des Roten Rathauses mit Klaus Wowereit |